# Kadri Lehtlaová
Kadri Lehtlaová (nepřechýleně Kadri Lehtla; * 3. května 1985 Tallinn) je estonská biatlonistka. V roce 2006 debutovala v IBU Cupu 36. místem ve sprintu ve Forni Avoltri. Jejím nejlepším výsledkem v IBU Cupu bylo 4. místo v Östersundu na začátku sezóny IBU Cupu 2011/12. Ve Světovém poháru v biatlonu 2008–09 debutovala 97. místem v soutěži jednotlivců v Östersundu.
Soutěžila na Zimních olympijských hrách 2010 a 2014.